# Cavatina
La cavatina è l'aria con cui in un'opera lirica italiana ciascun personaggio, e quindi ciascun interprete, si presenta in scena. In voga soprattutto nell'Ottocento, è nota anche come aria di sortita.

## Struttura
La struttura in due tempi della cavatina ottocentesca, nella quale si è voluto riconoscere il tratto formale caratteristico, è in realtà la forma tipica dell'aria nell'opera italiana del primo Ottocento. Semmai ciò che si richiede ad una cavatina è una scrittura vocale impegnativa, che consenta al cantante di sfoggiare le sue doti, presentandosi al pubblico nel modo migliore. La funzione della cavatina era infatti quella di introdurre il personaggio ed era cantata contestualmente alla sua entrata in scena.
Si differenzia dall'aria col da capo, forma tipica del Settecento, per la mancanza di sezione centrale contrastante e di "da capo". Talvolta, nel Settecento, il termine cavatina fu usato come diminutivo di cavata, forma seicentesca di diverso significato. Nella forma cavatine, il termine è eccezionalmente impiegato anche nell'opera francese dell'Ottocento.

## Esempi famosi
- Largo al factotum, cavatina di Figaro, dal Barbiere di Siviglia di Rossini
- Saper bramate, cavatina del Conte di Almaviva, dal Barbiere di Siviglia di Paisiello
- Di tanti palpiti, cavatina di Tancredi, dal Tancredi di Rossini
- Casta Diva, cavatina di Norma, dalla Norma di Bellini
- Regnava nel silenzio, cavatina di Lucia, da Lucia di Lammermoor di Donizetti
- Ecco ridente in cielo, cavatina del conte di almaviva da Il barbiere di Siviglia di Rossini